# 亨德里克森峰
亨德里克森峰（英語：Hendrickson Peak）是南極洲的山峰，位於瑪麗伯德地，處於梅峰以西4公里的里迪冰川西部，屬於夸爾茲山的一部分，海拔高度超過2,000米，美國地質調查局根據測量和美國海軍拍攝的空中照片繪入地圖，現時由南極條約體系管理。